# R7-es autóút (Szlovákia)

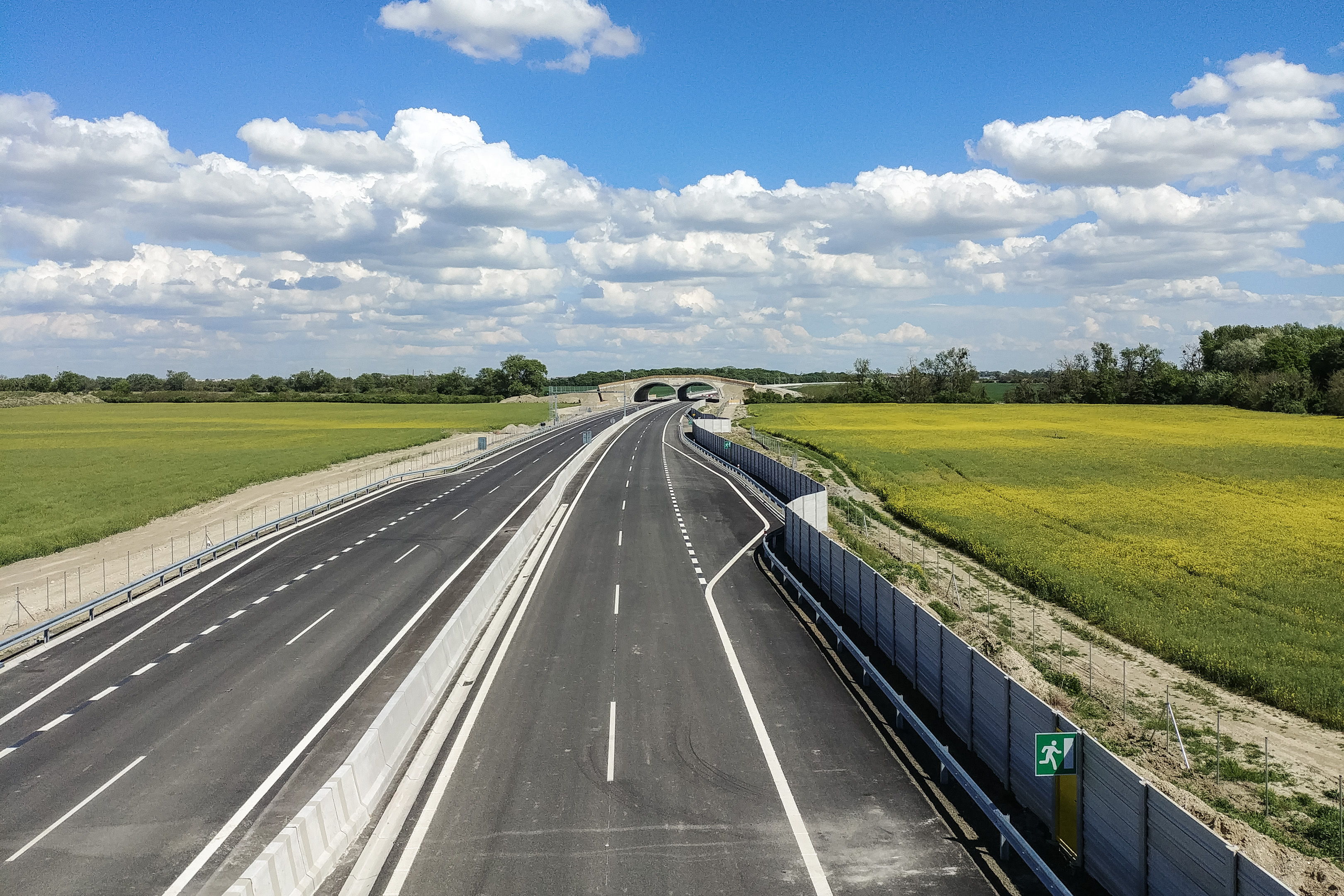
Dénesdtorcsmisérd irányába nézve a kész út (2020. május)

A szlovákiai R7-es gyorsforgalmi út egy részben átadott és átadásra alatt álló és folytatásában tervezett gyorsforgalmi út Szlovákia délnyugati részén, a Csallóközben. Az első rész Pozsonytól a Dunaszerdahelyig a jelenlegi 63-as főutat váltja ki új nyomvonalon, majd Dunaszerdahelytől keletre Érsekújvárig párhuzamos utak nélkül épül. Érsekújvártól Losoncig a 75-ös főút nyomvonalát követné.

## Története
Az R7-es autóutat az 1990-es években kétsávos gyorsforgalmi útnak szánták. Projektének előkészítését a Szlovák Köztársaság Kormánya 2003. június 26-án hagyta jóvá az 523/2003 számú határozatával.  2005. októberében átfogó műszaki tanulmányt készítettek, amely dokumentumok a nyomvonal variánsok kidolgozása követett, majd a környezeti hatásvizsgálat. Az első szakaszokra vonatkozó hozzájárulást a Szlovák Köztársaság Környezetvédelmi Minisztériuma tette közzé 2009. májusában.
Az alapkő letételére Érsek Árpád közlekedési miniszter és a beszállítói konzorcium képviselőinek részvételével 2016. október 24-én került sor. A projekt PPP konstrukcióban épül 30 éves lejárattal és része a pozsonyi külső körgyűrű D4-es autópálya szakasza is.
A D4-es autópálya egyes részeivel a Pozsony–Főrév (Prievoz) – Pozsony–Kötélszer (Ketelec) (6,5 km), a Pozsony–Kötélszer – Dénesdtorcsmisérd (8,2 km) és a Dénesdtorcsmisérd – Gelle (17,4 km) szakaszokat a PPP részeként készítették el. Az autóúton négy új kereszteződés lesz: Pozsony-Főrév, Dénesdtorcsmisérd, Somorja és Gelle, egy autópálya-kereszteződések Kötélszer közelében a D4-el, továbbá egy nagy, kétirányú pihenőhely a Csallóközaranyosnál. Az autópálya a Pozsony végén, a Bajkalská utcában ér véget, ahol a D1-es autópálya meglévő kereszteződését is átalakítják. A projekt célja a forgalom enyhítése Pozsony délkeleti részén, amely már nem képes megbirkózni a forgalommal, valamint a Pozsony nagyobb térségében található 63-os első rendű út forgalmával.
A PPP-projektet az Obchvat Nula konzorcium vezet, és a spanyol Cintra Infraestructuras Internacional hajtja végre. A szerződés 2016. május 20-án írták alá.
Az első részleges megnyitása az Egyházgelle és a Ketelec-kereszteződés közötti autópálya csomópontig 2020 július 19-én megtörtént. A D4 autópálya 4,5 km-es szakasza és az R7 autópálya 29,7 km-es szakasza már 2020. március 28-ára el is készült, de a koronavírus terjedése meghiúsította a használatbavételi eljárást. A Bajkalskától a Kötélszer autópálya csomópontjáig vezető út fennmaradó részét 2021 első felében kell megnyitni a forgalom számára.

## Tervezett szakaszok
A Dunaszerdahelytől Érsekújvárig tartó szakasz valamint az R3-as autóútig tartó szakaszt 2030-ra, a további szakaszok építését 2040-re tervezték befejezni.

## Díjfizetés
Az út díjfizetés ellenében vehető majd igénybe.